# Nadejda Zakhàrova
Nadejda Zakhàrova   (Golovino, 9 de febrer de 1945) és una exjugadora de bàsquet russa que va competir sota bandera soviètica durant les dècades de 1960 i 1970.
El 1976 va prendre part en els Jocs Olímpics de Mont-real, on guanyà la medalla d'or en la competició de bàsquet. En el seu palmarès també destaquen dues medalles d'or al Campionat del Món de bàsquet (1971 i 1975) i cinc al Campionat d'Europa de bàsquet (1968, 1970, 1972, 1974 i 1976). A nivell de clubs jugà al Spartak de Leningrad, amb qui guanyà la lliga soviètica de 1974 i la Copa Ronchetti de 1972, 1973, 1974 i 1975.